# Regione Metropolitana di Vale do Aço
La regione metropolitana di Vale do Aço (letteralmente Valle dell'acciaio) è un'area metropolitana del Brasile, ubicata nello Stato di Minas Gerais, ufficialmente costituita nel 1998. Secondo le stime dell'IBGE aveva nel 2005 una popolazione di 430 700 abitanti.
La regione è composta soltanto dalle quattro municipalità di Ipatinga, Coronel Fabriciano, Santana do Paraíso e Timóteo, ma 22 altre municipalità gravitano in qualche modo su di essa.
Vale do Aço è conosciuta anche come la Regione della siderurgia in quanto vi si trovano numerose aziende attive nella lavorazione del ferro e dell'acciaio lungo il corso del Rio Doce.

## Comuni
Comprende 4 comuni:
- Ipatinga
- Timóteo
- Coronel Fabriciano
- Santana do Paraíso